# Митаров, Багаутдин Митарович
Багаудин Митарович Митаров (1912, Кандик, Дагестанская область, Российская империя — 12 января 1944 под селом Нарцизовка Липовецкого района Винницкой области Украинской ССР) — табасаранский советский писатель, поэт, педагог, деятель культуры.

## Биография
Родился в 1912 году в селении Кандик Хивского района в бедной крестьянской семье Митара Абдулаева. Отец, малоземельный крестьянин, был вынужден заниматься столярным делом, а также работать камнетесом. Старший брат Муталиба Митарова.
Образование будущий поэт получил в школах сёл Кандик, а также с. Хив
В школьные годы он увлекается литературой - на молодёжных вечеринках, на сборах по оказанию помощи односельчанам, на импровизированных вечерах народного творчества, часто проводившихся в селениях Табасарана, он записывает народные песни, пословицы, поговорки, загадки.
В 1930 г. будущий поэт вступает в комсомол и активно включается в общественно-политическую жизнь родного села.
В 1935 году Багаутдина Митарова командируют в Высшую Коммунистическую сельскохозяйственную школу в город Грозный, а в 1937 году он окончил курсы редакторов и с этого периода становится редактором «Даггиза».
Член Союза писателей СССР с 1939 года. В 1941 году, накануне Великой Отечественной войны, становится автором-составителем общего сборника табасаранских советских поэтов под названием «Цlийи кюкйир» («Новые цветы»).
Участвовал в Великой Отечественной войне. Погиб 12 января 1944 года в бою у села Нарцизовка Липовецкого района Винницкой области Украинской ССР в возрасте 31 года.